# Nezhdānlū
Nezhdānlū (persiska: نژدانلو, Tejdānū) är en ort i Iran.   Den ligger i provinsen Kerman, i den sydöstra delen av landet, 1 100 km sydost om huvudstaden Teheran. Nezhdānlū ligger 295 meter över havet och antalet invånare är 885.
Terrängen runt Nezhdānlū är kuperad söderut, men norrut är den platt.Runt Nezhdānlū är det glesbefolkat, med 8 invånare per kvadratkilometer. Närmaste större samhälle är Manūjān, 10,7 km norr om Nezhdānlū. Trakten runt Nezhdānlū är ofruktbar med lite eller ingen växtlighet.